# Koningsmantel (paddenstoel)
De koningsmantel  (Tricholomopsis rutilans) of purpergele ridderzwam  is een in Nederland en België voorkomende paddenstoel. Hij groeit, vaak met meerdere bijeen, op tamelijk verse stronken van dood naaldhout of in gemengde bossen op arme grond. De koningsmantel is verwant aan de veel zeldzamere gele houtridderzwam (Tricholomopsis decora). Hij groeit individueel of in kleine goepen.

## Kenmerken
Hoed
De hoed is 5 tot 15 cm breed en tot 16 cm hoog. De hoed heeft aanvankelijk een halfronde, later uitgespreide vorm. Het gele oppervlak is bedekt met bordeauxrode tot dieprode vezelschubben. Bij jonge exemplaren staan de schubben aanvankelijk dicht bij elkaar, waardoor de hoed wijnrood tot bijna zwartrood lijkt. Later schuiven de doffe, rode schubben verder uit elkaar en wordt de gele basiskleur zichtbaar. Hierdoor lijkt de hoed in het midden rood en naar buiten toe donkergeel tot oranje. Als de schubben door regen worden weggespoeld, kan deze ook bijna geel lijken. De hoedrand is vezelig en vaak gegroefd.
Lamellen
De plaatjes zijn uitgebocht aangehecht en bleek- tot diepgeel.
Steel
De steel is heeft een lengte van 3 tot 12 cm en heeft een doorsnede van 1 tot 3 cm. De kleur is geel met purperrode vezels.
Smaak
Het vlees van de koningsmantel is crèmekleurig tot bleekgeel, sappig en heeft een milde tot licht muffe smaak.

### Microscopische kenmerken
De sporen zijn kleurloos hyaliene, breed ellipsoïde en meten 5,0-8,5 × 4,0-6,5 µm. De lengte-breedteverhouding van de sporen is 1,14-1,55 (gemiddeld tussen 1,30 en 1,35).

## Verspreiding
De koningsmantel komt voor in Australië, Midden-Amerika, Azië (van Klein-Azië en de Kaukasus tot Japan en Korea), Noord-Amerika, Noord-Afrika en de Canarische Eilanden. Noord-Amerikaanse exemplaren zijn uit onderzoek naar voren gekomen als een genetisch verschillende maar nog niet beschreven soort. In Europa loopt het verspreidingsgebied van het Middellandse Zeegebied tot de 69e breedtegraad in Noorwegen en Finland.